# William Bowman
William Bowman, primo baronetto (Nantwich, 20 luglio 1816 – Dorking, 29 marzo 1892), è stato un chirurgo e anatomista britannico, noto per le ricerche al microscopio sui tessuti umani.
Durante la sua attività, incentrò le sue ricerche sull'apparato visivo, scoprendo e dando il nome alla lamina di Bowman ed alla ghiandola eponima. Studiò anche la mucosa olfattiva, identificando assieme a Richard B. Todd le ghiandole tubulo-alveolari presenti nella lamina propria della mucosa, che presero il suo nome. Inoltre, identificò anche la capsula glomerulare, nota anche come capsula di Bowman facente parte del rene.